# John Wilkinson (ingénieur du son)
Pour les articles homonymes, voir Wilkinson et John Wilkinson (homonymie).
John "Doc" Wilkinson, de son vrai nom John Keene Wilkinson, est un ingénieur du son américain né le 13 avril 1920 à Hartford (Connecticut) et mort le 28 avril 2002 à Los Angeles (Californie).

## Biographie
John Wilkinson, après avoir étudié au séminaire, passe son diplôme d'ingénieur à l'université Yale, puis commence rapidement à travailler à Hollywood, où il mixe son premier film en 1958 : Le Colosse de New York.

## Filmographie (sélection)

### Cinéma
- 1958 : Le Colosse de New York (The Colossus of New York) d'Eugène Lourié
- 1960 : La Diablesse en collant rose (Heller in Pink Tights) de George Cukor
- 1961 : Diamants sur canapé (Breakfast at Tiffany's) de Blake Edwards
- 1963 : T'es plus dans la course, papa ! (Come Blow Your Horn) de Bud Yorkin
- 1973 : Mean Streets de Martin Scorsese
- 1974 : Chinatown de Roman Polanski
- 1975 : Mandingo de Richard Fleischer
- 1976 : Marathon Man de John Schlesinger
- 1977 : La Fièvre du samedi soir (Saturday Night Fever) de John Badham
- 1977 : Black Sunday de John Frankenheimer
- 1978 : Oliver's Story de John Korty
- 1978 : Les Moissons du ciel (Days of Heaven) de Terrence Malick
- 1978 : Le ciel peut attendre (Heaven Can Wait) de Warren Beatty et Buck Henry
- 1979 : Amityville : La Maison du diable (The Amityville Horror) de Stuart Rosenberg
- 1980 : American Gigolo de Paul Schrader
- 1981 : Outland... loin de la terre (Outland) de Peter Hyams
- 1984 : Portés disparus (Missing in Action) de Joseph Zito
- 1984 : Vendredi 13 : Chapitre final (Friday the 13th: The Final Chapter) de Joseph Zito
- 1986 : Platoon d'Oliver Stone
- 1988 : État de choc (The Boost) d'Harold Becker
- 1988 : Halloween 4 : Le Retour de Michael Myers (Halloween 4: The Return of Michael Myers) de Dwight H. Little

### Télévision
- 1960-1961 : Bonanza (30 épisodes)

## Distinctions

### Récompenses
- 1987 : Oscar du meilleur mixage de son pour Platoon

### Nominations
- 1979 : British Academy Film Award du meilleur son pour La Fièvre du samedi soir
- 1979 : Oscar du meilleur mixage de son pour Les Moissons du ciel
- 1982 : Oscar du meilleur mixage de son pour Outland